# Horacio Muñoz
Horacio Muñoz (* 18. Mai 1896 in Tocopilla, Chile; † 4. September 1934) war ein chilenischer Fußballspieler.

## Verein
Auf Vereinsebene spielte Muñoz für den in Concepción ansässigen CDF Arturo Fernández Vial. 1927 nahm er mit Colo Colo an einer internationalen Tournee teil.

## Nationalmannschaft
Muñoz, der auf der Position des Stürmers spielte, war Mitglied der Nationalmannschaft seines Heimatlandes und nahm mit ihr an der ersten Fußball-Weltmeisterschaft 1930 teil. Dort stand er jedoch nur im Aufgebot Chiles. Einen Einsatz während des Turniers kann er nicht vorweisen. Bei den Südamerikameisterschaften 1917, 1919 und 1920 stand er ebenfalls im chilenischen Aufgebot. Von seinem Debüt am 6. Oktober 1917 in Montevideo im Spiel gegen Argentinien bis zum Duell Chiles in Viña del Mar gegen Uruguay am 26. September 1920 absolvierte er sieben Länderspiele.

## Sonstiges
Seine letzte Ruhestätte fand er, ebenso wie auch die Brüder Guillermo, Francisco und David Arellano, Guillermo Saavedra, Víctor Morales und andere Größen Colo-Colos, im Mausoleo Viejos Cracks Colo Colo auf dem Cementerio General.